# Saint-Germain-les-Vergnes
Saint-Germain-les-Vergnes is een gemeente in het Franse departement Corrèze (regio Nouvelle-Aquitaine). De plaats maakt deel uit van het arrondissement Tulle. Saint-Germain-les-Vergnes telde op 1 januari 2022 1.149 inwoners.

## Geografie
De oppervlakte van Saint-Germain-les-Vergnes bedroeg op 1 januari 2022 19,15 vierkante kilometer; de bevolkingsdichtheid was toen 60 inwoners per km².
De onderstaande kaart toont de ligging van Saint-Germain-les-Vergnes met de belangrijkste infrastructuur en aangrenzende gemeenten.

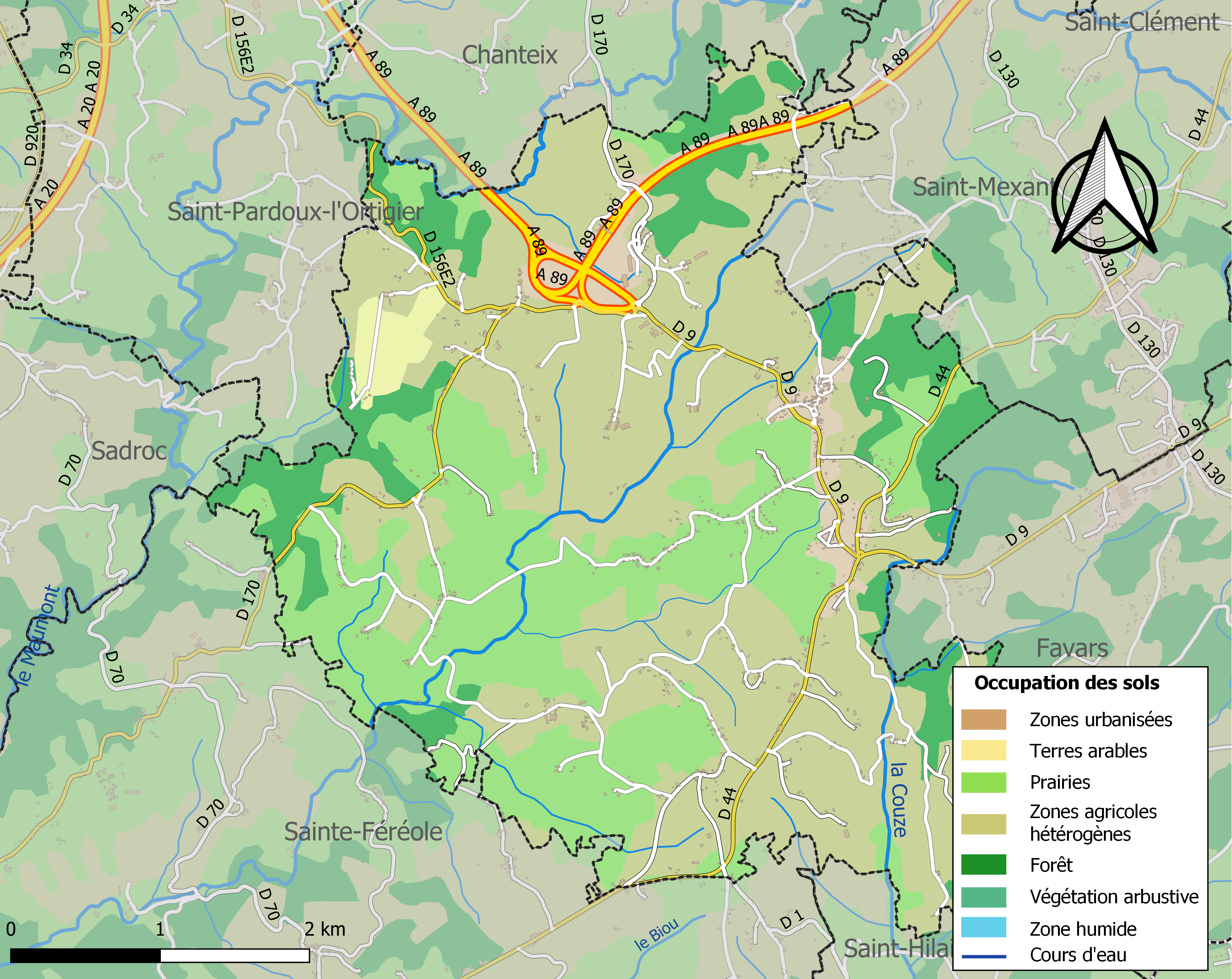

## Demografie
Onderstaande figuur toont het verloop van het inwonertal (bron: INSEE-tellingen).